# Honvéd Tudományos Kutatóhely
A Honvéd Tudományos Kutatóhely, korábbi nevén Honvéd Vezérkar Tudományos Kutatóhely 2014-ben alakult meg. Fő feladata a Magyar Honvédség és a Honvédelmi Minisztérium döntéshozóinak háttértámogatása, melyet javarészt tudományos katonai elemzések, kutatások által valósít meg.
Felállításakor a MH Kiképzési és Doktrinális Központ, majd 2016-tól a MH Hadkiegészítő, Felkészítő és Kiképző Parancsnokság szervezeti elemeként működött,  majd a 2020. augusztus 1-én létrejött MH Transzformációs Parancsnokság keretei között folytatja munkáját.
A MH EK Védelem-egészségügyi Intézet mellett a Magyar Honvédség egyedüli olyan szervezete, amelynek alaprendeltetése a tudományos kutatás.